# Anthidium abjunctum
Anthidium abjunctum är en biart som först beskrevs av Cockerell 1936.  Anthidium abjunctum ingår i släktet ullbin, och familjen buksamlarbin. Inga underarter finns listade i Catalogue of Life.